# Beata aenea
Beata aenea är en spindelart som först beskrevs av Cândido Firmino de Mello-Leitão 1945.  
Beata aenea ingår i släktet Beata och familjen hoppspindlar. Inga underarter finns listade.